# DAF LF
Der DAF LF ist ein Fahrzeug für den städtischen und regionalen Verteilerverkehr, welches von DAF hergestellt wird. Lastkraftwagen in dieser Klasse werden für sehr unterschiedliche Aufgaben eingesetzt, daher kann bei den DAF-Baureihen LF 45 (6 bis 12 Tonnen Gesamtgewicht) und LF 55 (13 bis 18 t) aus unterschiedlichen Radständen, Nutzlasten und Motorvarianten gewählt werden. Außerdem ist der LF mit Nah- oder Fernverkehrsfahrerhaus lieferbar. Die Fahrerhäuser teilt sich der DAF LF mit dem Renault Midlum und dem Volvo FL. Das Leistungsspektrum der im DAF LF eingesetzten PACCAR-Motoren reicht von 110 kW bis 184 kW.

## Modelljahr 2006
Im Jahr 2006 wurde die LF-Baureihe überarbeitet, und an den neuen DAF XF 105 angepasst. Zu erkennen ist dies an der Stoßstange und an weiteren kleinen Details. Zudem wurden die Motoren überarbeitet. Diese erfüllen durch höheren Einspritzdruck die Euro-4-Schadstoffnorm:
| PACCAR Motor Nr. | kW  | PS  | Baureihe             |
| ---------------- | --- | --- | -------------------- |
| FR103            | 103 | 140 | DAF LF 45            |
| FR118            | 118 | 160 | DAF LF 45            |
| FR136            | 136 | 180 | DAF LF 45; DAF LF 55 |
| GR165            | 165 | 220 | DAF LF 45; DAF LF 55 |
| GR184            | 184 | 250 | DAF LF 55            |
| GR210            | 210 | 280 | DAF LF 55            |

## DAF LF Edition 2009
Anfang 2009 wurde der DAF LF erneut überarbeitet. Alle 4-Zylinder-Motoren erfüllen nun die EEV-, alle 6-Zylinder-Motoren die Euro-5-Schadstoffnorm ohne zusätzliche Katalysatoren. Zudem gibt es nun zwei weitere Motoren mit 210 PS und 300 PS. Die größte Überarbeitung gab es im Innenraum. Neue Materialien und bessere Sitze kommen nun dem Fahrer zugute.

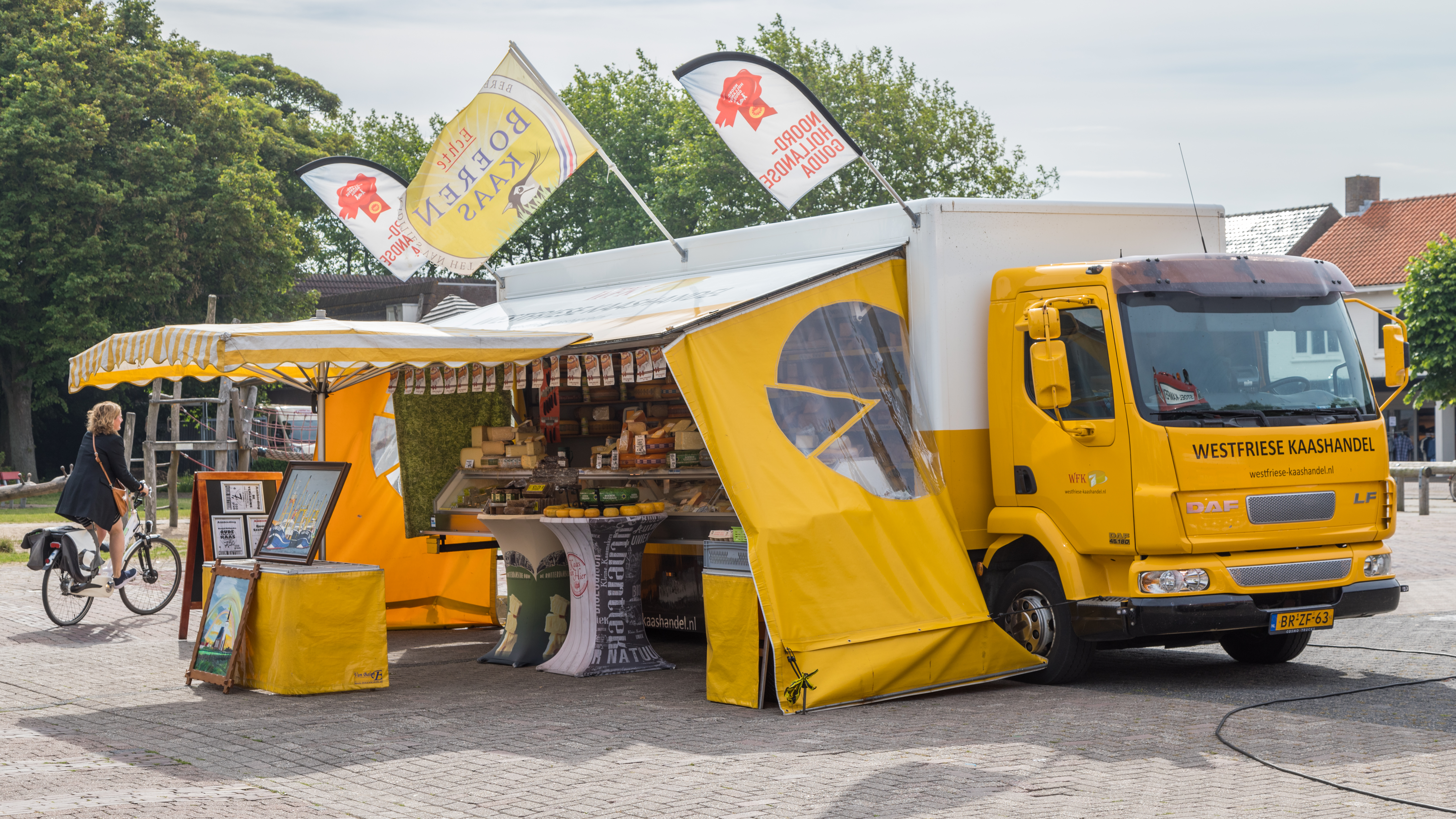
DAF LF 45.180 Verkaufswagen

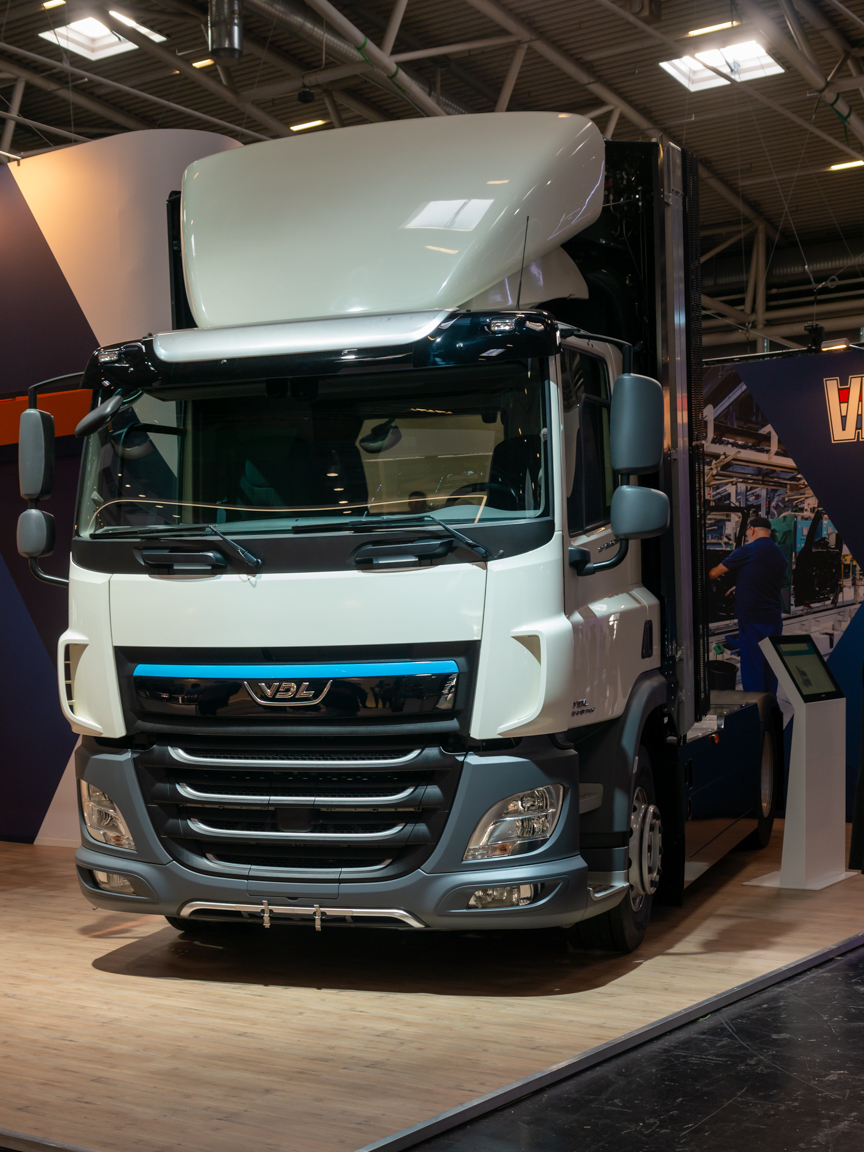
Batterie-elektrischer Prototyp 2023

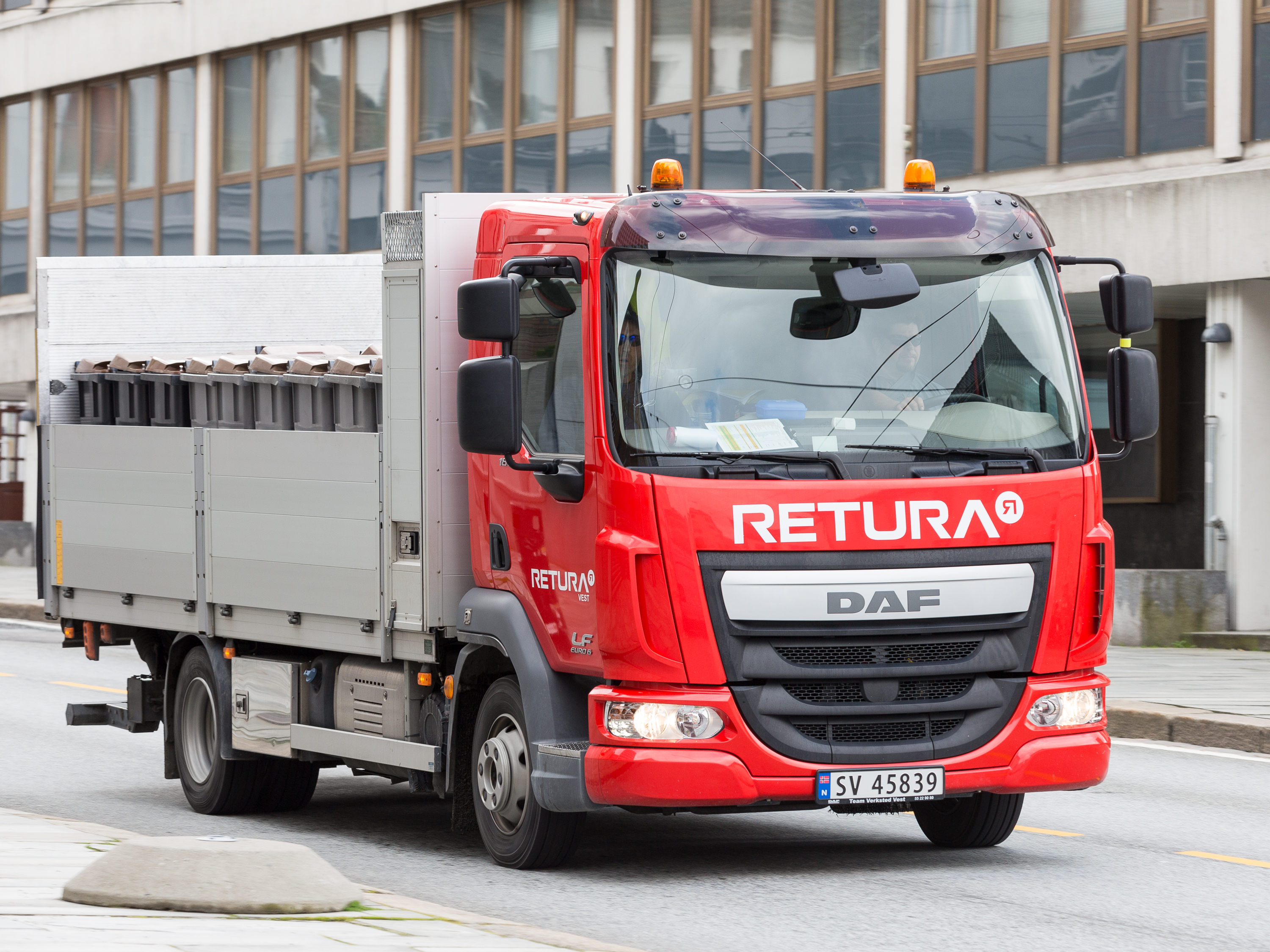
DAF LF Euro 6 (2015)